# 사할린뇌조
사할린뇌조(학명: Lagopus lagopus)는 툰드라성 기후를 갖는 고위도 북반구 지역에 흔히 서식하는 뇌조의 일종으로, 닭목 꿩과 뇌조속에 딸려 있으며 해당 속의 모식종이다. 캐나다·러시아·알래스카·스칸디나비아반도 등 냉대림이 발달한 지역에 분포한다. 알래스카주의 주조(州鳥)이다.
뇌조속에 속한 새 중에서는 중대형으로 35~44cm 정도 자라며 날개 폭은 60~65cm에, 몸무게는 430~810g에 달한다. 여름철에는 고동색 내지는 갈색 깃털을, 겨울에는 흰 바탕에 검은 꼬리깃을 가진다. 아종을 총 15종 거느리고 있으며, 영국에서 관찰되는 붉은뇌조(학명: Lagopus scotica)는 본래 사할린뇌조의 아종이었지만 이후 연구로 별도의 종으로 분리되었다.